# Kagaba

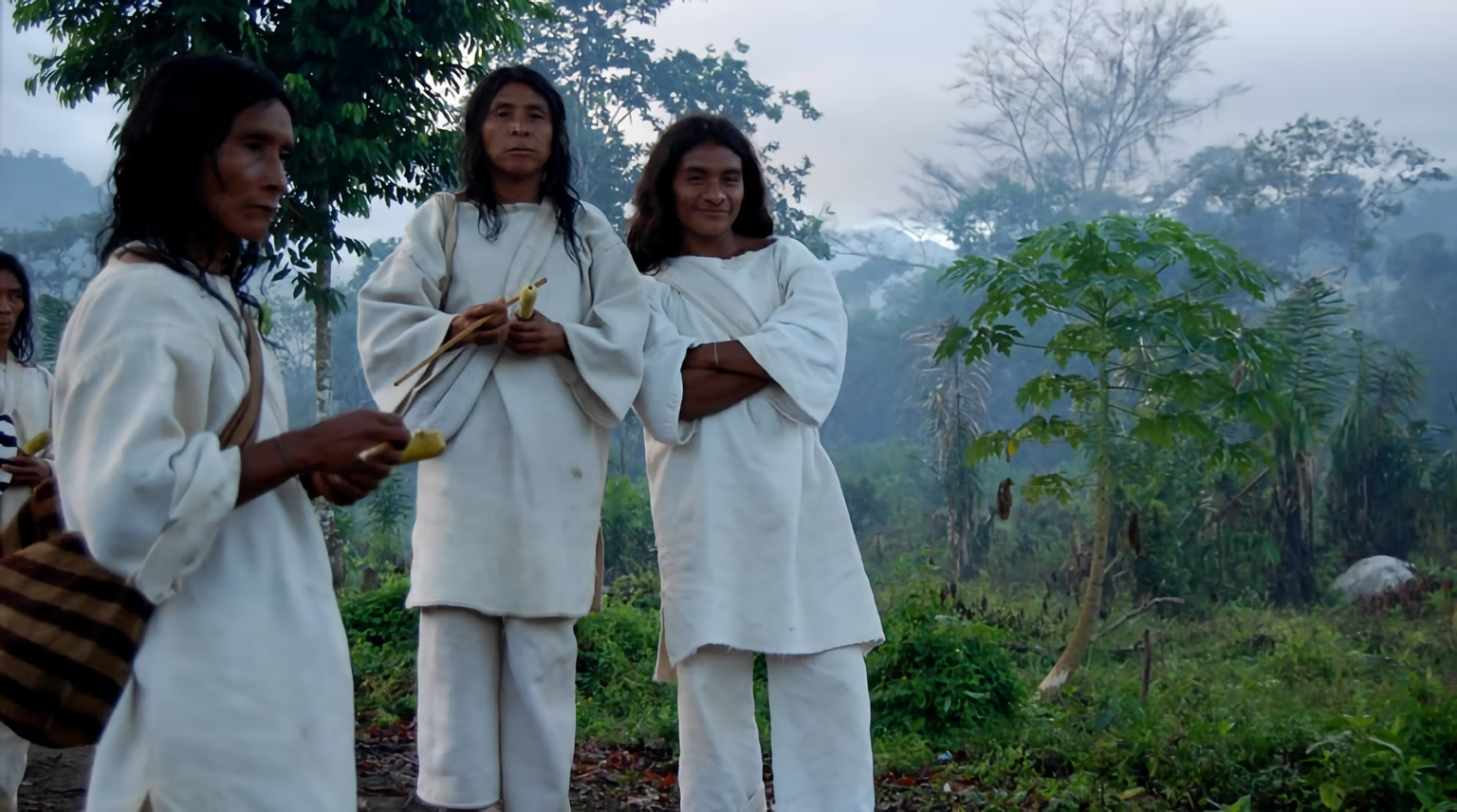
Członkowie plemienia Kagaba

Kagaba, Kogi – plemię indiańskie zamieszkujące góry Sierra Nevada de Santa Marta w Kolumbii. Siebie uważają za „starszych braci”, a resztę ludzkości nazywają „młodszymi braćmi”. Posługują się językiem z rodziny czibczańskiej. Wywodzą się od starożytnego ludu Taironów.
Ich społeczności przewodniczy kapłan zwany mama, przechodzący dziewięcioletnie wtajemniczenie podczas którego nie wolno mu jeść mięsa ani uprawiać seksu. W wioskach Kagaba znajdują się dwa duże domy: jeden dla mężczyzn (z wbitą strzałą) i drugi dla kobiet (z dwiema skrzyżowanymi belkami). 21 marca cień strzały wchodzi między cienie belek, symbolizując powtórzenie aktu stworzenia.

## Mitologia
Według mitów ludu Kagaba stwórcą jest bogini matka Gauteovan. Stworzyła ona dziewięć ziem umieszczonych jedna nad drugą i na piątej umieściła pierwszych ludzi o imionach Sintanam, Seicakuan, Aluañuiko i Kultsavitabauya. Ludzie rozmnożyli się i zaludnili daną im ziemię, jednak ich rozwiązłość rozgniewała bogów, którzy zdecydowali się zniszczyć ludzkość potopem. Jedynie prawa rodzina Mulkueikai ocalała budując arkę. Kagaba wierzą, że przechowywane przez nich maski pochodzą z czasów przed potopem. Zakładając maskę, mama wchodzi w święty trans podczas którego może komunikować się z bogami i przodkami, jak również uzdrawiać chorych.